# Blow Me Away
Blow Me Away è un singolo della band Alternative metal statunitense Breaking Benjamin estratto dall'EP So Cold. La canzone è caratterizzata da un inizio melodico e dal suono di 3 gong che sfocia poi in un finale a trend metalcore anche se solo come influenza. Si tratta di un singolo extra-album, poiché è stato scritto per il videogioco Halo 2.
Il 23 febbraio 2010 è stata rilasciata la traccia digitale del singolo.

## Curiosità
Blow Me Away è stata inclusa come colonna sonora del videogioco Halo 2 ed è stata registrata nella Bungie Studios, ovvero la sede di registrazione dell'omonimo videogioco.

## Formazione
- Ben Burnley - voce e chitarra
- Aaron Fink - chitarra
- Mark James Klepaski - basso
- Chad Szeliga - batteria